# Stylidium turleyae
Stylidium turleyae är en tvåhjärtbladig växtart som beskrevs av Allen Lowrie och Kenneally. Stylidium turleyae ingår i släktet Stylidium och familjen Stylidiaceae. Inga underarter finns listade i Catalogue of Life.